# George Lister
George Lister, född 6 november 1886, död 1 maj 1973, var en friidrottare från Kanada. Han deltog vid olympiska sommarspelen 1908.